# ورد الأطلس المتوسط
ورد الأطلس المتوسط (الاسم العلمي: Rosa mesatlantica) هو نوع من النباتات يتبع جنس الورد من الفصيلة الوردية.